# خانه مرحوم روحانی
خانه مرحوم روحانی مربوط به دوره پهلوی است و در رودسر، خیابان شهید میهن پور، کوچه شهید غفاری، پلاک ۱۳ واقع شده و این اثر در تاریخ ۲ بهمن ۱۳۸۲ با شمارهٔ ثبت ۱۰۷۶۹ به‌عنوان یکی از آثار ملی ایران به ثبت رسیده‌است.